# Colportor
Un colpotor és algú que ven o distribueix llibres, especialment Bíblies i una altra literatura religiosa, anant casa per casa. La paraula deriva del francés (comporteur, portar, conduir) i té el seu origen en la forma en què el venedor o distribuïdor de Bíblies portava penjada del coll la seva preciosa càrrega.
Pel que sembla, van ser els valdesos, a França, els primers a prendre la iniciativa de sortir per les valls i ciutats portant «la llum que resplendeix en les tenebres,» com resa el lema adoptat que apareix en l'escut que fins avui els identifica. La tasca del colportor reapareix amb l'organització de la Societat Bíblica Britànica i Estrangera (SBBE), que s'origina a Londres, a fi de donar la Bíblia al món «sense notes ni comentaris.»
En 1816 es va fundar la Societat Bíblica Americana amb la mateixa fi. Els primers colportors d'aquestes societats van arribar a Amèrica Llatina el 1809. Segons un informe de la SBBE de 1878, els colportors «són homes que, si s'ha de jutjar pels seus informes, han provat i vist que el Senyor és misericordiós, i que s'ocupen de la circulació de la Bíblia, amb la ferma convicció que d'aquest treball flueix un corrent sant per a la neteja i sanitat de les nacions, que Déu beneeix per al bé de moltes ànimes. El zel i la fidelitat amb què han treballat i suportat les proves que han trobat, i els insults que no poques vegades han hagut de suportar, mereixen tot elogi. No és exagerat dir, que no van estimar la seva vida preciosa per a ells.»

## Colportors destacats
George Borrow, a través del seu llibre, The Bible in Spain, or the Journey, Adventures, and Imprisonment of an Englishman in an Attempt to Circulate the Scriptures in the Peninsula (Londres, 1843), traduït com La Bíblia a Espanya per Manuel Azaña, és un relat pintoresc dels seus viatges i aventures com a colportor de bíblies protestants a Espanya entre els anys 1835 i 1840, en l'època de la primera guerra carlina. El llibre és excel·lent, un dels millors llibres de viatges publicats en anglès, i es troba escrit amb fi estil; va contribuir a promoure la imatge medievatlizada d'Espanya a l'Europa del Romanticisme (Prosper Merimée va escriure Carmen inspirat en un personatge d'aquest llibre que acabava de llegir, que va servir per a construir la figura de don José). Es llegeix en realitat com una novel·la o llibre d'aventures.